# Oxytropis viridiflava
Oxytropis viridiflava är en ärtväxtart som beskrevs av Vladimir Leontjevitj Komarov. Oxytropis viridiflava ingår i släktet klovedlar, och familjen ärtväxter. Inga underarter finns listade i Catalogue of Life.